# Tomás López
Tomás López de Vargas Machuca (Madrid, 1730-Madrid, 1802) fue un geógrafo y cartógrafo español del período ilustrado que escribió entre otras los Principios Geográficos aplicados al uso de mapas en 1775, y la Cosmografía abreviada. Uso del globo celeste y terrestre, en 1784.

## Biografía
Hijo de padres toledanos inició sus estudios en el Colegio Imperial de la capital española, donde aprendió matemáticas, gramática y retórica. En el año 1752 acudió a proseguir con su formación en París, merced al mecenazgo del marqués de la Ensenada. A París le acompañaron, entre otros, Juan de la Cruz Cano y Olmedilla, Manuel Salvador Carmona y Alonso Cruzado. En esta etapa parisina, que duró hasta 1760, tuvo por maestro al gran geógrafo Jean-Baptiste Bourguignon d'Anville y allí conoció y se casó con María Luisa Gosseaumé y Doré.

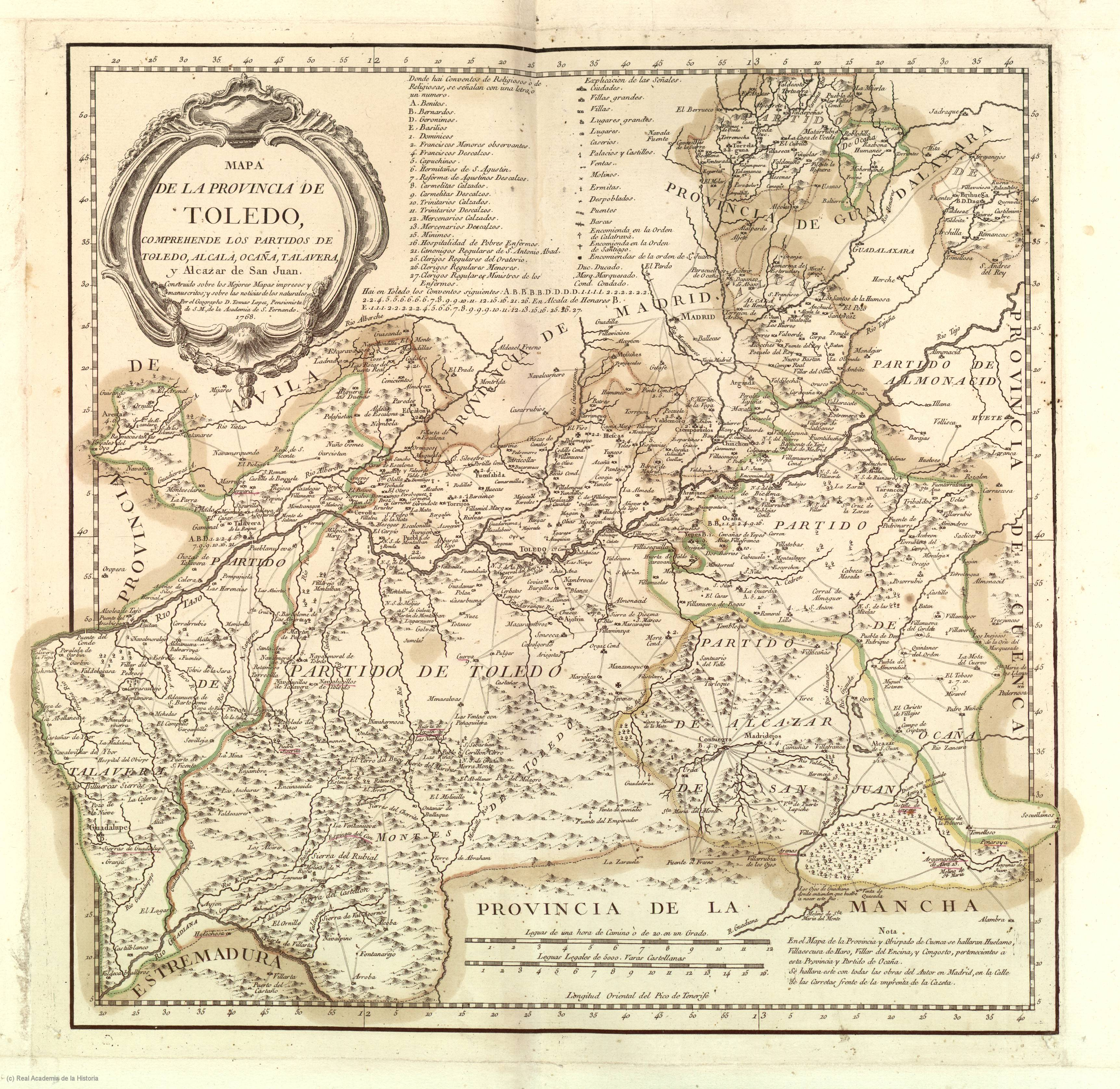
Mapa de Toledo

De nuevo en España, recibió el título de geógrafo de los dominios de Su Magestad y fue colocado al mando del nuevo Gabinete de Geografía creado por el monarca Carlos III. El principal proyecto en el que trabajó fue el levantamiento de mapas de las regiones de España, entre ellas los Reinos de Córdoba, Granada, Jaén y Sevilla.
En 1795, propuso a Godoy la creación del Gabinete Geográfico para recoger toda la cartografía de España existente. El primer ministro también le encarga realizar ese año el Atlas geográfico de España, obra terminada y publicada por sus hijos, en 1804, un año después de su fallecimiento. Este Atlas, «a pesar de su inexactitud, debido a la imprecisión de los métodos utilizados... constituirá la obra cartográfica nacional más importante —y la mejor existente— hasta la aparición del Atlas de España y sus posesiones de ultramar (1856) del cartógrafo español Francisco Coello».

## Reconocimientos
López gozó de un importante reconocimiento en vida y así, en 1764, pasó a formar parte de la Real Academia de San Fernando, mientras que en 1773 entró como miembro de la Real Sociedad Bascongada de Amigos del País y en la Real Academia Sevillana de Buenas Letras. Finalmente, en 1776 entró a formar parte tanto de la Real Academia de la Historia como de la Real Sociedad Asturiana de Amigos del País.

## Su obra
Su obra consiste en más 60 mapas, e incluyen a los siguientes:
- 1762: Plano geométrico de la ciudad de Gibraltar
- 1762: Mapa de la Luisiana
- 1771: Mapa de África
- 1774: Carta de Tierra Santa
- 1774: Itinerario de D. Quijote
- 1774: Mapa de la Tierra de Promisión
- 1775: Mapa de los Reinos de Marruecos, Fez, Argel y Túnez
- 1775: Principios Geográficos aplicados al uso de mapas
- 1777: El Mapa de la «Parte de Chile», donde pasaron los famosos hechos entre españoles y araucanos
- 1784: Cosmografía abreviada. Uso del globo celeste y terrestre
- 1784: Mapa geográfico de la Provincia de Burgos
- 1784: Mapa geográfico del Reyno de Galicia
- 1792: Atlas elemental moderno, o colección de mapas para enseñar a los niños geografía
- 1804: Diccionario geográfico de España[2]
- 1808: Carte de l'Espagne et du Portugal

## Galería de obras del autor

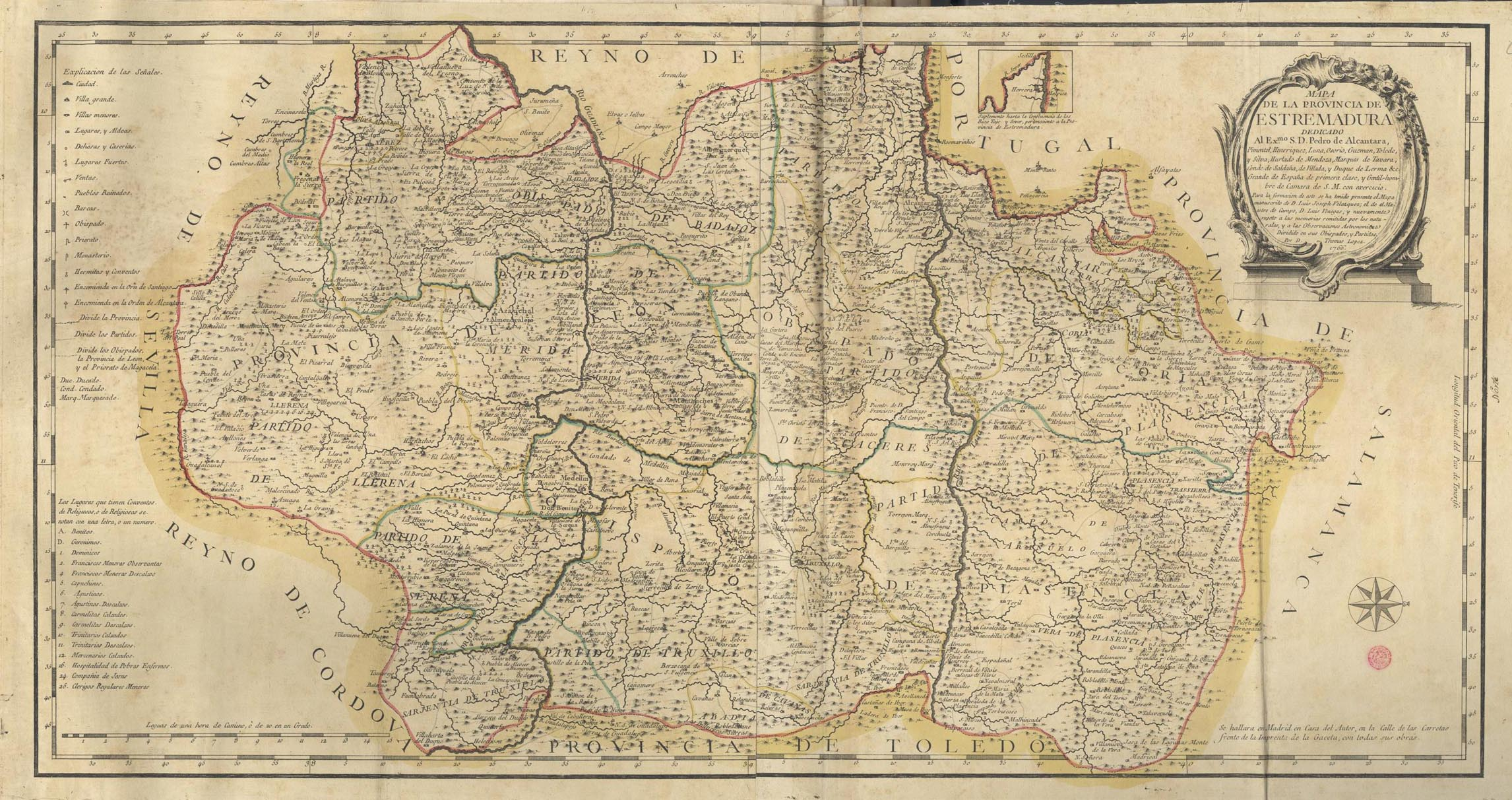
Mapa de la provincia de Estremadura (año 1766)
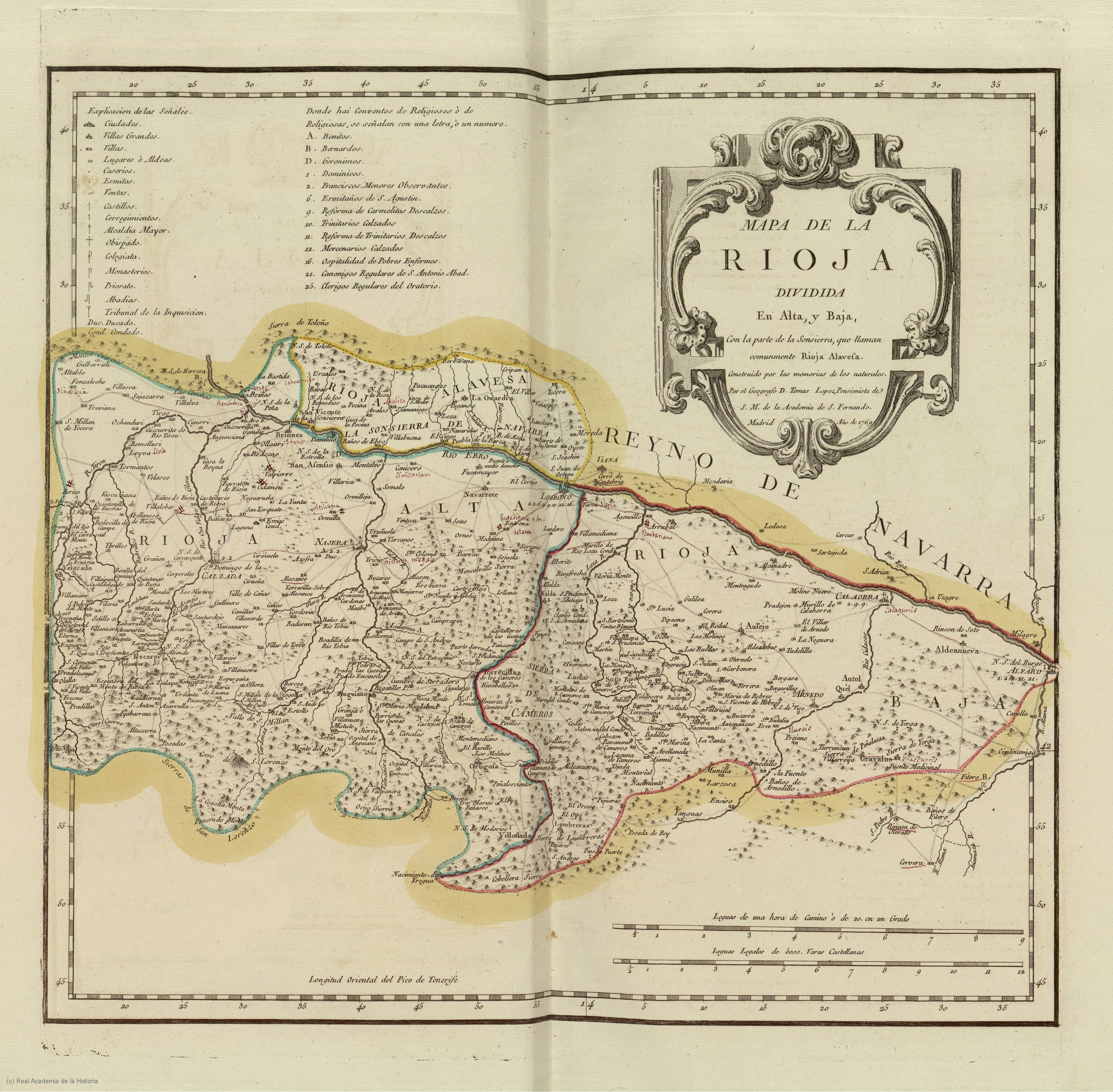
Mapa de La Rioja dividida en Alta y Baja (año 1769)
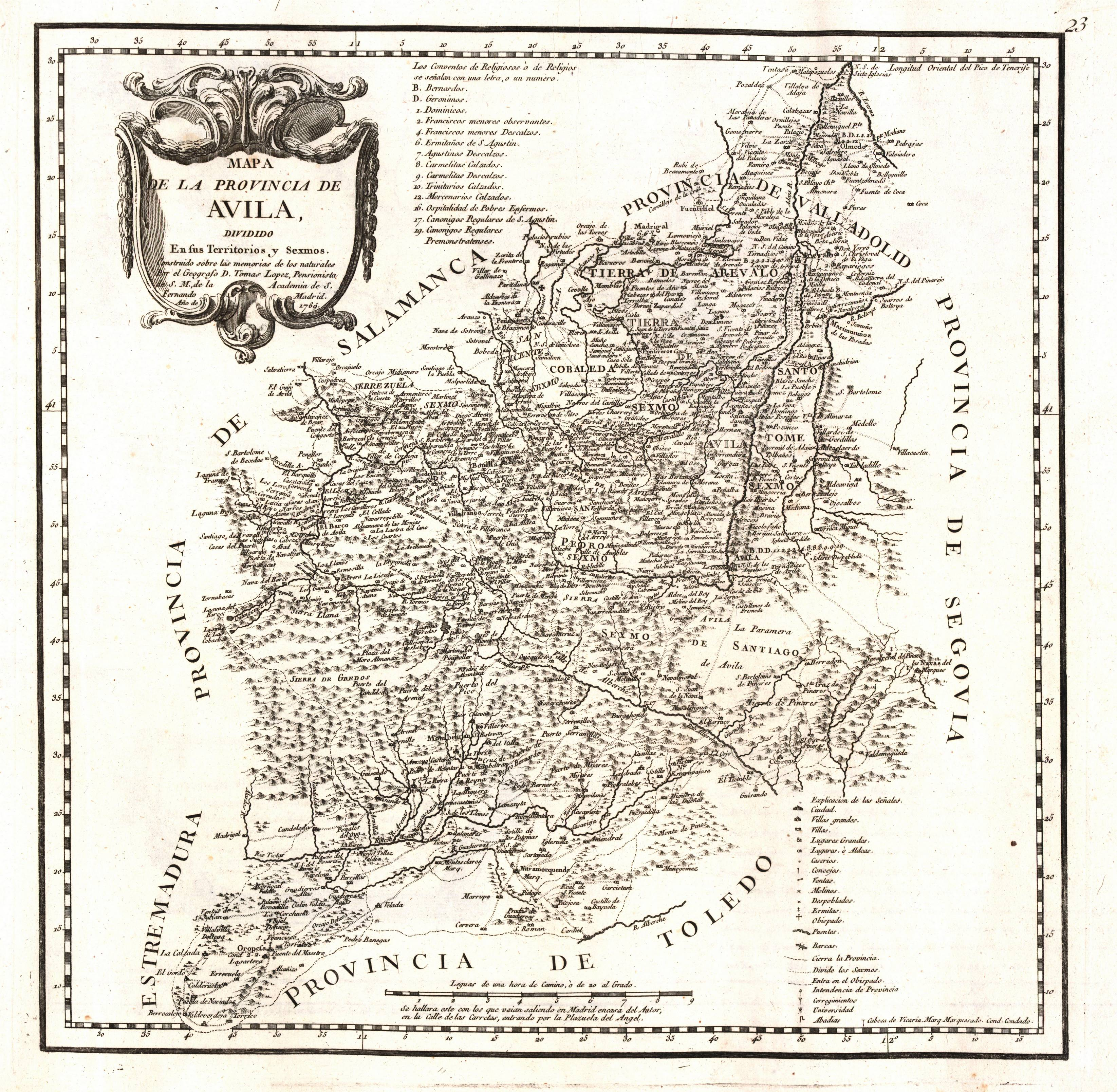
Mapa de la provincia de Ávila (año 1769)
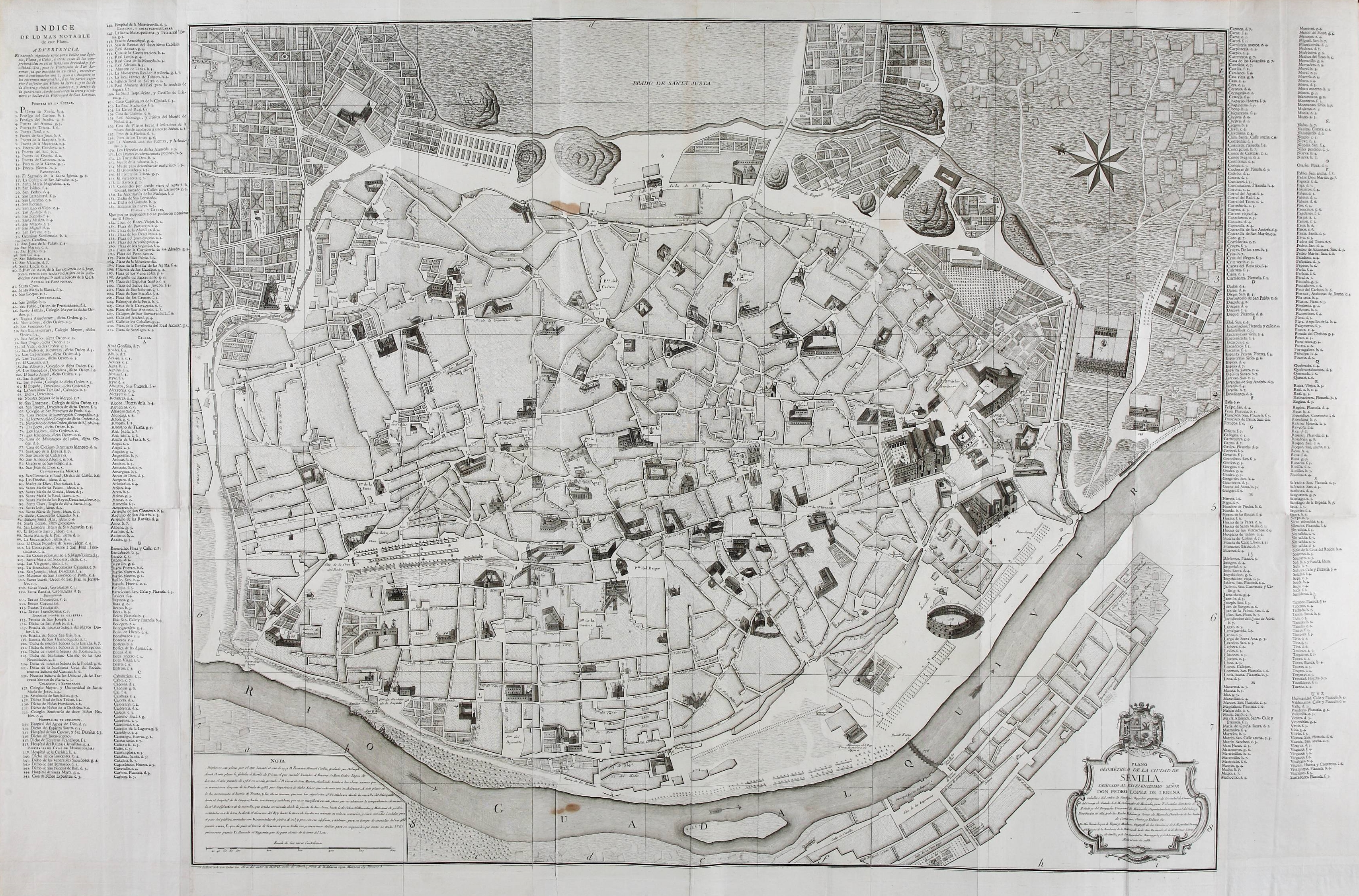
Plano de Sevilla  (año 1788)
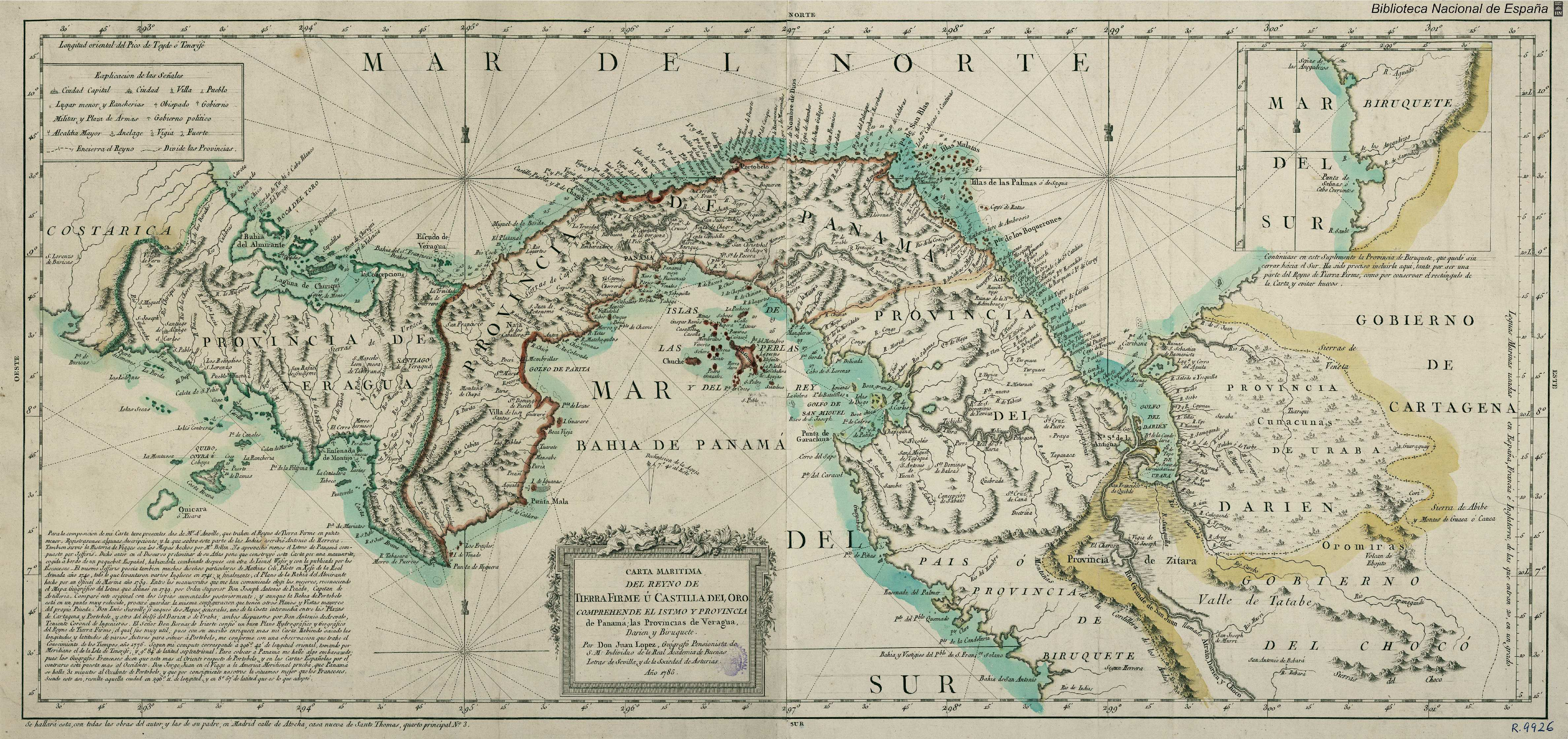
Mapa Tierra Firme (año 1785)
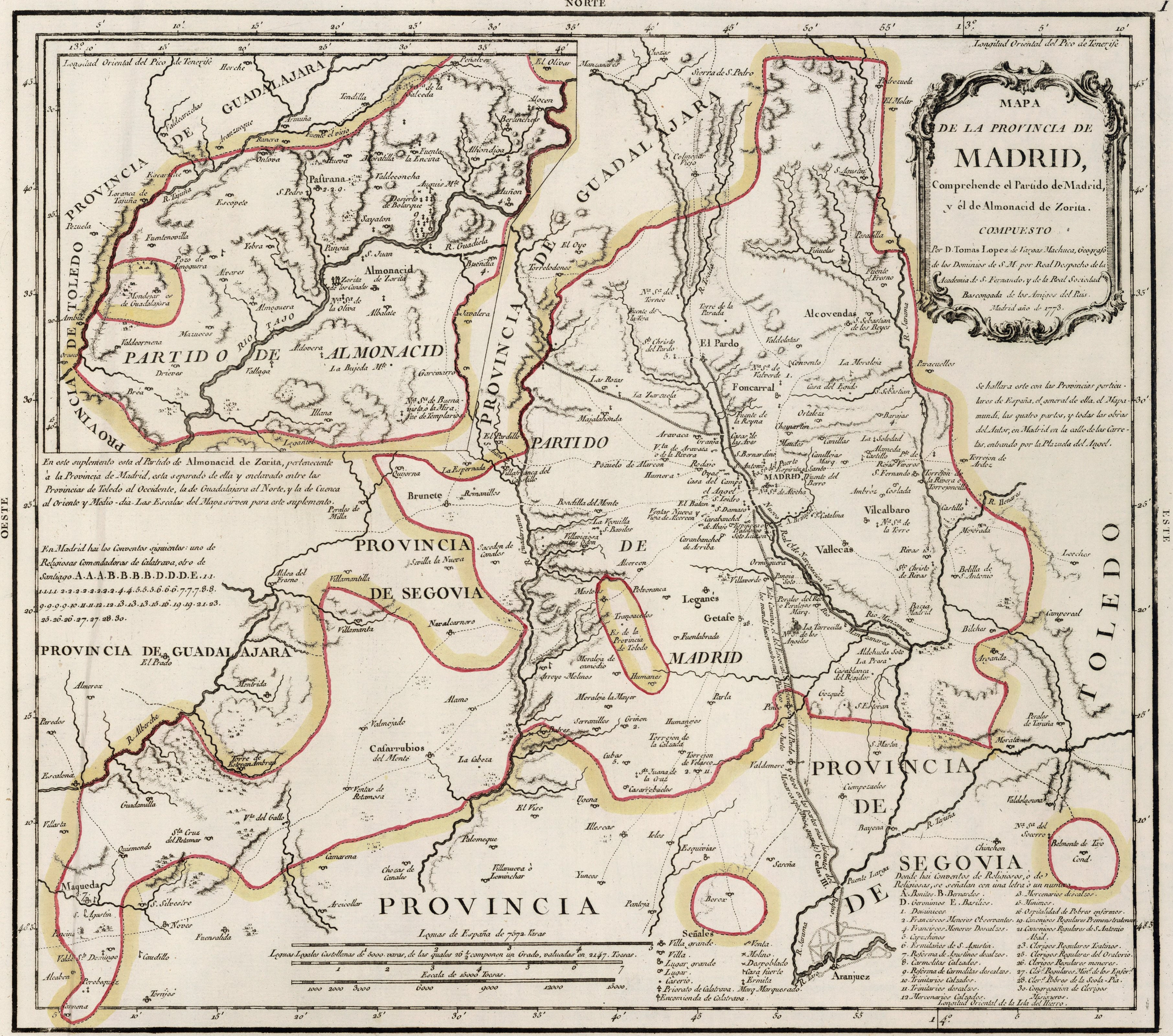
Mapa de la provincia de Madrid (año 1773)
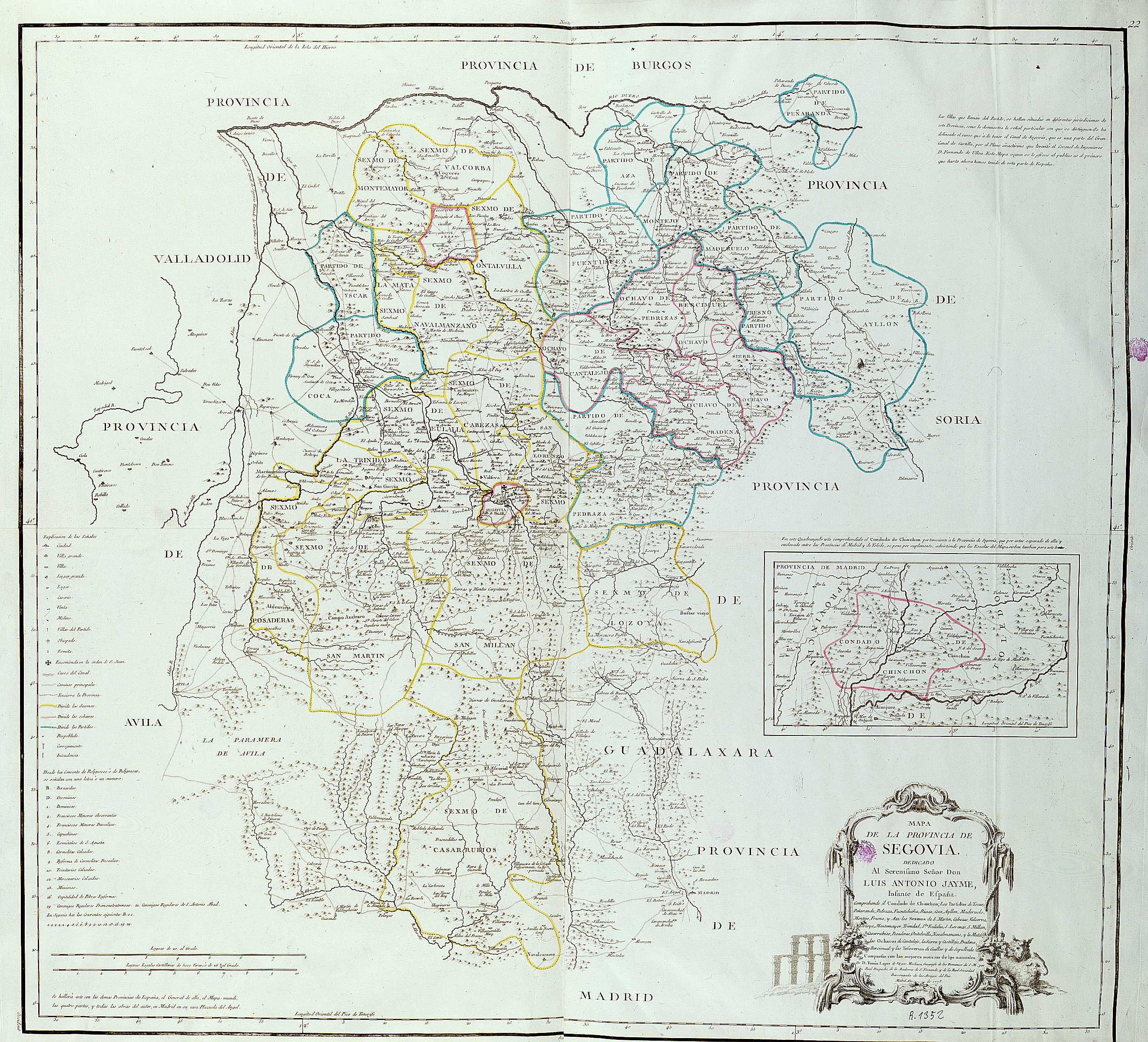
Mapa de la provincia de Segovia (año 1773)
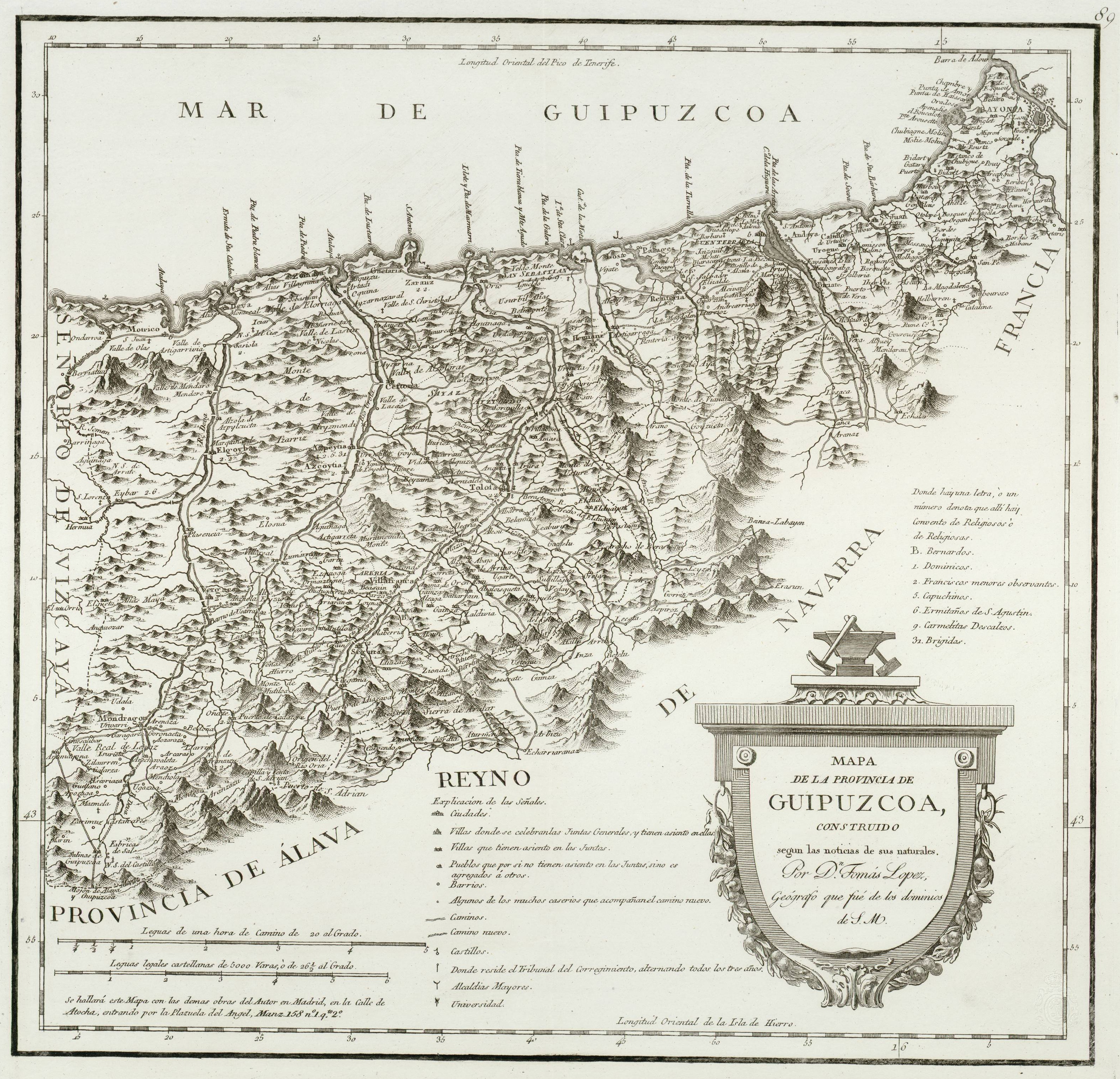
Mapa de la provincia de Guipúzcoa (años 1744-1746)